# هانس باومغارتنر
هانس باومغارتنر (بالألمانية: Hans Baumgartner)‏ هو منافس ألعاب قوى ألماني، ولد في 30 مايو 1949 في شتولينغن في ألمانيا.

## وصلات خارجية
- هانس باومغارتنر على موقع الاتحاد الدولي لألعاب القوى (الإنجليزية)
- هانس باومغارتنر على موقع أوليمبيديا (الإنجليزية)